# Stenalcidia psilogrammaria
Stenalcidia psilogrammaria là một loài bướm đêm trong họ Geometridae.